# Levaré
Levaré ist eine französische Gemeinde mit 274 Einwohnern (Stand: 1. Januar 2022) im Département Mayenne in der Region Pays de la Loire; sie gehört zum Arrondissement Mayenne und zum Kanton Gorron. Die Einwohner werden Lévaréens genannt.

## Geographie
Levaré liegt etwa 38 Kilometer nordnordwestlich des Stadtzentrums von Laval. Umgeben wird Levaré von den Nachbargemeinden Désertines im Norden, Vieuvy im Nordosten, Hercé im Osten, Carelles im Süden und Südosten, Saint-Berthevin-la-Tannière im Westen sowie La Dorée im Nordwesten.

## Bevölkerungsentwicklung
| Jahr                       | 1962 | 1968 | 1975 | 1982 | 1990 | 1999 | 2006 | 2019 |
| Einwohner                  | 500  | 456  | 384  | 370  | 324  | 358  | 319  | 285  |
| Quellen: Cassini und INSEE |      |      |      |      |      |      |      |      |

## Sehenswürdigkeiten
- Kirche Saint-Victeur aus dem 15. Jahrhundert
- Schloss Levaré aus dem 16. Jahrhundert, Monument historique seit 2006

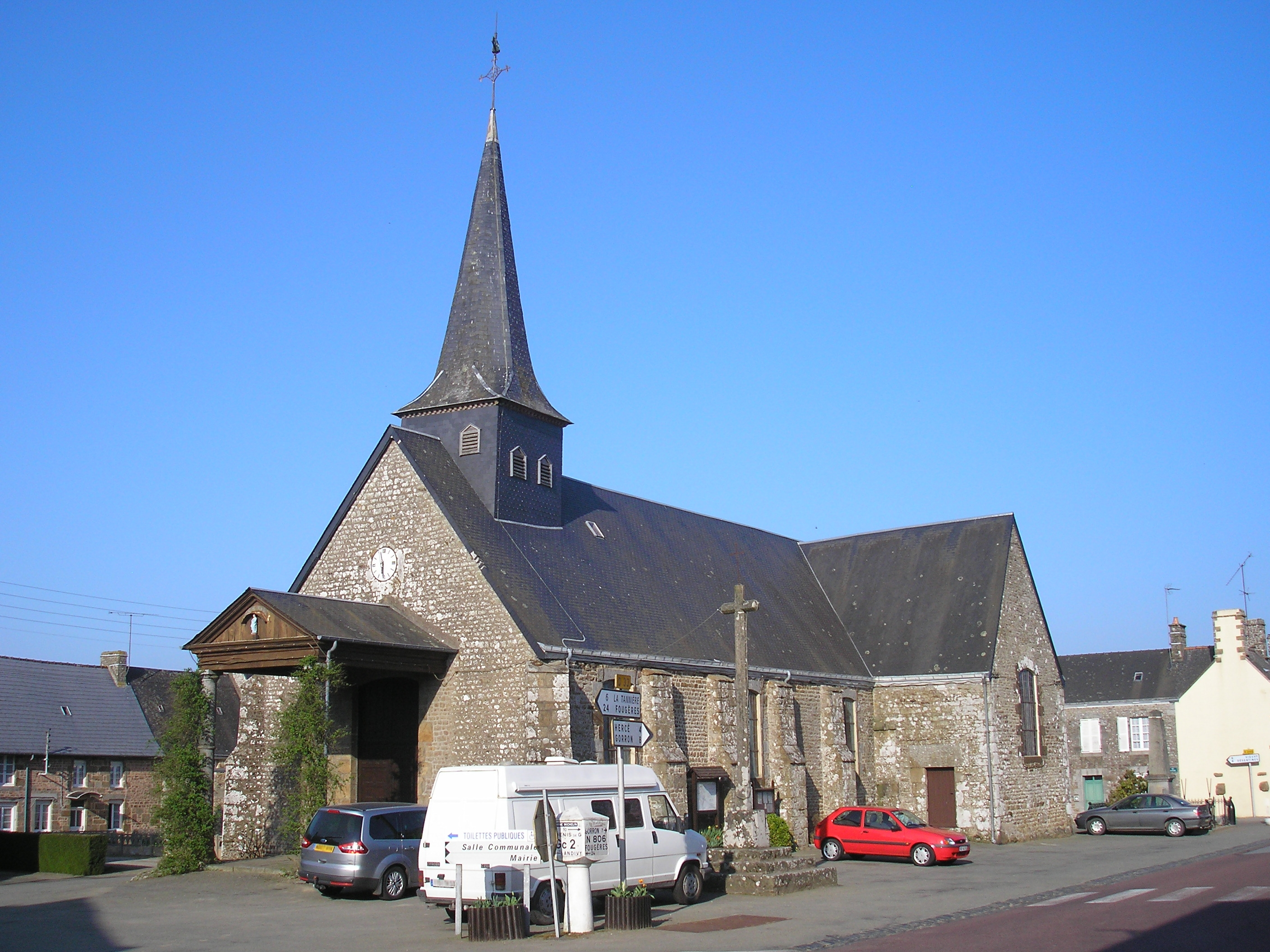
Kirche Saint-Victeur